# Spravilo sena v Auvergneju
Spravilo sena v Auvergneju (francosko: Fenaison d'Auvergne ali La fenaison en Auvergne) je oljna slika iz leta 1854, francoske umetnice  Rose Bonheur. Meri 2,15 za 4,22 metra.
Po svojem prvem velikem umetniškem uspehu, ki ga je leta 1849 doživela razstavljena slika Oranje v Nivernaisu, je Bonheurjeva francoskemu ministru za likovno umetnost Charlesu de Mornyju, vojvodi Mornyju, pokazala študije dveh novih slik. Zavrnil je eno, Konjski sejem in namesto te naročil Spravilo sena v Auvergneju. Bonheurjeva se je najprej osredotočila na dokončanje Konjskega sejma, De Morny pa je poskušal premisliti po dobrem sprejemu na Pariškem salonu leta 1853.
Slika prikazuje nalaganje sena na voz, ki ga vlečejo štirje voli. Živali desno potrpežljivo čakajo, nadzoruje pa jih moški v klobuku s širokim robom. Drugi moški kosijo travo s kosami, ženske pa grabijo seno, drugi z vilami dvigajo seno na velik kup na vozu.
Sliko je francoska država leta 1854 kupila za 20.000 frankov. Zlato medaljo je osvojila, ko je bil leta 1855 razstavljena na razstavi Exposition Universelle v Parizu kot nasprotje sliki Oranje v Nivernaisu. Razstavljena je bil tudi kot del retrospektive francoske umetnosti 18. stoletja na razstavi Universelle iz leta 1900.
Slika je bila v muzeju Musée du Luxembourg od leta 1874 do 1878, nato pa se je preselila v Château de Fontainebleau, kjer ostaja. Manjša različica, 71,1 x 129 centimetrov, je v zasebni zbirki. Natis graviranja Williama Turnerja Daveyja je leta 1878 v Londonu objavil Louis Brall & Sons.